# Pichler Győző
Pichler Győző Oszkár (Pest, 1869. július 27. – Bécs, 1904. január 27.) országgyűlési képviselő, hírlapíró. 

## Élete
Pichler Nándor magánzó és Fialla Ida fia. Középiskoláit a piaristáknál, jogi tanulmányait és szigorlatait a budapesti egyetemen végezte. Az egyetemi életben élénken részt vett és 1889-ben a párizsi új Sorbonne megnyitására küldték ki mint a magyarországi egyetemi hallgatók küldöttségének elnökét. A jogot elvégezve, a fő- és székvárosnál szolgált mint fogalmazó-gyakornok. Csakhamar azonban hírlapíró lett és éveken át az Egyetértés belső munkatársa volt. Mikor Kossuth Ferenc hazatért, Pichler lett titkára és élénk részt vett a függetlenségi 48-as párt beléletében. Már mint képviselő tette le a jogi szigorlatokat és az ügyvédi vizsgát. 1896-ban függetlenségi és 48-as párti programmal a kölesdi (Tolna vármegye) kerületben országgyűlési képviselővé választatott. 1901-ben szintén azon kerület mandátumát nyerte el. Pártja csakhamar egyik jegyzőjének választotta meg. A képviselőházban a honvédelmi bizottságnak tagja volt. Hátgerincsorvadásban szenvedett, még 1904. január 25-én ott volt a képviselőházban, másnap Korfu szigetére indult enyhülést keresni, azonban már január 27-én hirtelen meghalt Bécsben.
Országgyűlési beszédei a naplókban vannak.

## Munkája
- Pichler Győzőnek a képviselőházban 1901. jan. 21. tartott beszéde. Bpest, 1901. (Különnyomat a képviselőház naplójából.)